# L'Assomption (district électoral du Canada-Uni)
Pour les articles homonymes, voir Assomption (homonymie).
Circonscription électorale provinciale du Canada
L'Assomption (nommé Leinster entre 1841 et 1854) est un district électoral de l'Assemblée législative de la province du Canada.

## Liste des députés
| Années       | Années      | Député                | Affiliation                     |
| ------------ | ----------- | --------------------- | ------------------------------- |
| Leinster     |             |                       |                                 |
|              | 1841 - 1842 | Jean-Moïse Raymond    | Canadien-français antiunioniste |
|              | 1842 - 1844 | Jacob De Witt         | Canadien-français               |
|              | 1844 - 1848 | Jacob De Witt         | Canadien-français               |
|              | 1848 - 1851 | Norbert Dumas         | Canadien-français               |
| L'Assomption |             |                       |                                 |
|              | 1851 - 1854 | Louis-Michel Viger    | Réformiste                      |
|              | 1854 - 1858 | Joseph Papin          | Rouge                           |
|              | 1858 - 1861 | Louis Archambeault    | Bleu                            |
|              | 1861 - 1863 | Alexandre Archambault | Rouge                           |
|              | 1863 - 1867 | Alexandre Archambault | Rouge                           |